# アムウローシイウカ
アムウローシイウカ（ウクライナ語: Амвросіївка）はウクライナのドネーツィク州アムウローシイウカ地区にある都市。都市の高さは海抜164 mである。面積は19.4 km²。人口は17,998人 (2022年1月1日)。
アムウローシイウカは1869年に創建された。1938年に市制施行された。
市内ではアムウローシイウカ駅がある。首都キエフまでの直線距離は651 km、鉄道で926 km、車道で794 kmとなっている。州庁所在地までの直線距離は53 km、鉄道で84 km、車道で70 kmとなっている。
2014年以降はウクライナから独立を宣言したドネツク人民共和国の実効支配下にある。